# 中国共产党第一次全国代表大会
中国共产党第一次全国代表大会，簡稱中共一大，于1921年7月23日在上海法租界秘密召开，7月30日会场被租界巡捕房搜查后休会，8月3日在浙江省钱塘道嘉兴一艘遊船上闭幕结束。大会的召开宣告了中国共产党的正式成立。
由于历史原因，学界对一大的会议时间、参会代表、会议内容等多有争议。

## 代表产生
1921年6月3日，共产国际代表、荷兰人马林到達上海，提议各地共產主義小组派代表到上海召开全国代表大会。李達所主持的上海共產主義小組作為發起團隊展開全國代表大會的籌備工作，並且向各地共產主義小組發出通知，要求各地選派2名代表出席中國共產黨第一次全國代表大會，并从马林带来的活动经费中，给每一位代表寄出了一百元路费。
全国各地加上日本小组，共有七个共产主义小组推选了12名代表出席大会：上海代表李达、李汉俊；北京代表：张国焘、刘仁静；長沙代表：毛泽东、何叔衡；武漢代表：董必武、陈潭秋；济南代表：王尽美、邓恩铭；广州代表：陈公博；日本留學生代表：周佛海；另外陈独秀又指派代表包惠僧带去了他的信件，其中包括四点意见：“一曰培植党员；二曰民权主义之指导；三曰纪律；四曰慎重进行征服群众政权问题。”另外，南京和徐州两地也分别派出代表郭青杰（或说刘真如）和陈亚峰抵沪出席一大。但南京代表因受无政府主义影响，不愿受纪律约束，中途退席，并“挽陈返徐”。何叔衡因为年纪偏大（45岁），被几位主要代表认为是“老夫子”不适合出席，在开会之前返回长沙。共产国际代表马林和共产国际远东局书记处兼赤色职工国际代表尼克尔斯基也参加会议。
这13名代表的身份都是记者、学生或教师，他们代表全国50余名党员，但是在全国有重要影响的“南陈北李”陈独秀、李大钊都没有参加会议。陈独秀当时正在广州擔任南方政府廣東省教育廳長。同时，陈独秀考虑到陈公博刚刚结婚，让他顺便到上海游玩。对于李大钊未参加会议，中国史学界有三种主要说法，一是，忙于北京大学的校务，二是，筹备、出席少年中国学会年会，三是，领导北平八大高校的索薪斗争运动。李大钊于6月3日率代表到新华门总统府请愿时，头部受伤，入院治疗。有作者认为是北京小组成员没有预见到一大的历史意义，故未通知李大钊。即刘仁静在多年后回忆所说称：由于对一大的意义认识不足，一般习惯于在组织活动中不惊动李大钊，因而没有选举他。北京小组选举时，张国焘成为第一个被推选的代表。邓中夏、罗章龙以工作繁忙为由拒绝当选代表。最终刘仁静成为北京小组第二个代表。
当时在法国的旅欧共产主义小组由于没有和国内取得联系，也没有派出代表参加会议。但学界仍将之与七个共产主义小组一同视为中国共产党早期组织。另一方面，由于郭青杰和陈亚峰的退出，南京、徐州小组未被归入中国共产党早期组织，成员亦不在中国共产党建党党员统计范围之内。

## 会议经过
7月23日晚，会议召开，大会由张国焘主持，毛泽东、周佛海担任会议记录。地点位于上海法租界贝勒路树德里3号（后改为望志路106号，现黄浦区兴业路76号）的一幢石库门房屋“李公馆”，是同盟会元老李书城的住所。1921年春李书城租下这里两幢房子，即108号与106号，把两幢房子打通，李书城和妻子薛文淑住在108号楼上，而他的弟弟李汉俊则住在106号楼上。不久，李书城带着警卫梁平到湖南主持讨伐湖北督军王占元的军务。李汉俊是上海共产主义小组成员，和李达一起负责中共一大的筹备工作。李汉俊说，他家房子大，可供开会之用。这样，中共一大就在李公馆底楼的餐厅里举行。
7月30日晚，周佛海忽然腹泻没过来开会，正在举行中共第一次代表大会第六次会议时，一名穿灰布长衫的陌生中年男子，从后门闯入餐厅，朝屋里环视了一周。李汉俊发现这不速之客，问道：“你找谁?”那人答道：“我找社联的王主席。”李汉俊说：“这儿哪有社联？哪有什么王主席？”“对不起，找错了地方。”那人一边哈了哈腰，一边匆匆后退出去。当时出席中共一大的代表后来在各自的回忆录中这样回忆那个陌生人：包惠僧回忆他“穿灰色竹布长褂”；李达说是“不速之客”；张国焘说是“陌生人”；陈公博说是“面目可疑的人”；刘仁静说是“突然有一个人”；陈潭秋说是“一个獐头鼠目的穿长衫的人”。共产国际代表马林当机立断，提出要立刻转移会议地点，立即散会撤离会场。唯有李汉俊和陈公博留在那里没有走。李汉俊带着陈公博上了楼，坐在书房里。陈公博在《寒风集》中写：“我本来性格是硬绷绷的，平日心恶国焘不顾同志危险，专与汉俊为难，现在有了警报又张皇地逃避。心中又是好气，又是好笑，各人都走，我偏不走，正好陪着汉俊谈话，看到底汉俊的为人如何，为什么国焘对他有这样的恶感……”就在代表们刚刚散去不久，那个陌生人就带着一群法国巡捕前来搜查。陈公博在发生该事件后十来天内写的《十日旅行中的春申浦》，在1921年8月《新青年》杂志上公开发表而采取一些隐语，记叙随后发生的事情：

……不想马上便来了一个法国总巡【费沃利】，两个法国侦探，两个中国侦探，一个法兵，三个翻译，那个法兵更是全副武装，两个中国侦探，也是睁眉怒目，要马上拿人的样子。那个总巡先问我们，为什么开会？我们答他不是开会，只是寻常的叙谈。他更问我们那两个教授是哪一国人？我答他说是英人。那个总巡很是狐疑，即下命令，严密搜检，于是翻箱搜箧，骚扰了足足两个钟头。

……那个侦探告诉我，他实是误认我是日本人，误认那两个教授是俄国的共产党，所以才来搜检。是时他们也搜查完了，但最是凑巧的，刚刚我的朋友李先生是很好研究学问的专家，家里藏书很是不少，也有外国的文学科学，也有中国的经史子集。但这几位外国先生仅认得英文的马克思经济各书，而不认得中国孔孟的经典。

他搜查之后，微笑着对着我们说：“看你们的藏书可以确认你们是社会主义者；但我以为社会主义或者将来对于中国很有利益，但今日教育尚未普及，鼓吹社会主义，就未免发生危险。今日本来可以封房子，捕你们，然而看你们还是有知识身份的人，所以我也只好通融办理……

陈公博在他1944年所写的回忆文章《我与中国共产党》又补充了一个情节：
 （密探）什么都看过，唯有摆在抽屉里的一张共产党组织大纲草案，却始终没有注意，或者他们注意在军械罢，或者他们注意在隐秘地方而不注意公开地方罢，或者因为那张大纲写在一张薄纸上而又改得一塌糊涂，故认为是一张无关紧要的碎纸罢，连看也不看……
最初决定在杭州西湖继续会议。在上海代表李达的夫人王会悟建议下，前往浙江嘉兴南湖继续会议。由她提前在嘉兴安排会议事务。8月2日，王会悟与部分代表等先行乘火车抵达嘉兴。她为会议在烟雨楼前预租了一艘丝网船。次日，其余代表乘火车抵达嘉兴，由王会悟接站、登船。他们佯装成游湖的客人，在船上举行了最后一天的会议。会议结束后，大部分代表当天赶回上海。
马林、尼克尔斯基以及李汉俊、陈公博未前往南湖参加闭幕会议。陈公博与妻子于31日夜乘车至杭州游玩，8月3日回到上海，次日乘新宁轮回广东。离开前，周佛海等人与他谈话。周佛海告之陈公博会议已在嘉兴南湖结束，陈独秀当选中共中央局书记。

## 会议日期
陈公博、周佛海各有文章回忆说，一大在上海召开最后一次会议的当天夜里，陈公博夫妇所住的大东旅馆发生了孔阿琴被杀案。1921年8月1日上海《新闻报》刊登的《大东旅社内发生谋毙案》，8月2日的后续报道《大东旅馆中命案续闻》。从《新闻报》和《申报》的报道，案件发生的时间为7月31日凌晨。由此可以确定法租界巡捕房密探闯入一大会议的时间为7月30日傍晚。从这一命案日期往前推8天，一大开幕日期是7月23日。1981年纪念建党60周年时，中共中央党史研究室编写的《中共党史大事年表》，正式将一大开幕确定为7月23日。。这一开幕日期也与陈公博的《十日旅行中的春申浦》行程相符：7月21日到上海，7月22日拜见2名外国教授（马林与尼科尔斯基）。存于中共驻共产国际代表团的形成于1921年下半年的中共一大材料，也记载7月23日多地代表抵达、大会开幕。
嘉兴会议暨大会闭幕时间仍长期未有定论，相关文献只能笼统的说是八月初的一天。存在的六种说法（日期），分别是7月31日，8月1日、2日、3日、4日、5日。
陈公博两次回忆从杭州回到上海后，周佛海与他谈话，提及嘉兴会议结束。次日，陈公博乘新宁轮回广东。研究者根据《申报》刊登新宁轮于8月4日出港的公告，推定嘉兴会议时间在8月4日之前。8月2日作为常见的说法，或视为定议。王会悟作为嘉兴会议会务人员，持8月2日说，但其对嘉兴会议的回忆亦有改变。2013年，中共嘉兴市委组织课题组对这一问题展开专题研究，2018年宣布经研究推定为8月3日。
对于闭幕会议的日期各种资料存在的冲突如下：
- 尼克尔斯基在1921年10月13日发出的一封信件中写道：“从7月23日到8月5日，在上海举行了中国共产党的代表大会”。
- 按李达的回忆，法租界警察搜查上海一大会场是8月1日，而嘉兴闭幕会议是在8月6日上午10时到下午6时。李达回忆中上海会议终止时间与已查证的7月30日不符。
- 张国焘回忆，会场遭搜查后第二天停会。
- 陈公博于1924年的硕士论文《共产主义运动在中国》中指出中共一大持续了两周，并指出遭搜查时是第一周的周末。1921年7月30日是周六，与陈公博的回忆相符。
- 李达妻子王会悟在1980年代接受电视台采访时，说了“一大”开会的情况：正是王会悟在法租界会场发现有危险，被迫休会两天以后决定到嘉兴去。只有王会悟是“一大”会务人员，安排代表住宿，并以本地人身份去租了一条船作为“会议室”。在船上开会时王会悟一人坐在船首望风，其他代表在船舱中开会。她请代表们在桌子上放了一副麻将牌，遇到可疑情况即轻敲木板，代表们即弄出麻将牌声音。

其他考证：
- 据《上海生活报》1921年8月2日报道，7月31日，法国警察要求在法租界举行会议必须在48小时前取得批准。
- 8月1日下午，曾有台风侵袭浙江，狂风暴雨导致嘉兴南湖发行游船倾覆亡人事故；嘉兴火车站受台风影响至8月2日都在抢修。一大代表和知情人的回忆中均未提及此事，因而石川祯浩等学者分析一大闭幕会并不是8月1日或2日举行的。

## 会议决议文件
大会通过了中国共产党的纲领，规定了党的奋斗目标、民主集中制的组织原则和党的纪律，通过了当前实际工作的决议，确定了党成立后的中心任务。中共一大召开后没有多久，党中央在上海曾遭到了一次破坏，造成中央档案资料全部遗失，这其中就包括一大档案。1923年8月18日，《陈独秀同志代表中共中央向第三次代表会议的报告》写：“我们只能提出关于最近几个月的详细报告，因为其余材料落到上海法国巡捕的手里了，并且由于一个同志被捕，使得所有的材料全部遗失了。”1930年2月1日，李立三在《党史报告》中写：“党的第一次大会文件，现在是找不到了。” 
1936年6、7月间，为纪念中国共产党成立15周年，莫斯科的《共产国际》杂志（中文版、俄文版）第七卷第四、五期合刊发表了四篇文章，时在莫斯科的陈潭秋撰写发表了《中共第一次代表大会的回忆》，共10页。被海内外的中共党史界公认为是最早回忆并公开发表的有关中共一大内情的重要文献。陈潭秋的文章指出：住在博文女校参加会议的9名外地代表是1921年7月下半月到上海的，并对9名外地代表进行了介绍；中共一大之前各地共产党组织称作“共产主义小组”；确定了包惠僧是中共一大代表，而且是广东共产主义小组的代表。“这次到会的一共有十三个人，除上面九个人以外，还有北京代表张国焘同志，上海代表李汉俊与李达，李汉俊因为一贯保持其右倾观点，并与北洋军阀、政客相结纳，放弃了党的立场，在四次代表大会上被开除党籍，然而武汉国民党叛变后，他仍不免以‘共匪’罪名死于桂系军阀枪弹之下。李达在‘五卅’运动后，被伟大的革命浪潮推落到党的战斗队伍以外去了。还有一个广东代表陈公博，在陈炯明背叛孙中山以后，他帮助陈炯明反对孙中山，经党历次警告不听，最后被开除党籍，然而不久他竟然一变而为国民党的要人了。”陈潭秋在文章中确定了参加一大的13位代表的具体姓名，并对每位代表当时的去向进行了记述。该文指出陈独秀“在广东陈炯明部下任教育厅长”而未到会。一大推选张国焘为大会主席，由毛泽东、周佛海担任大会记录。一大开幕式是在博文女校楼上举行，正式会议是在李汉俊家中召开。会议讨论的问题中，出现了以李汉俊为首的“公开马克思主义派”与以刘仁静为首的极“左”派之间的争论。一大会场遭到搜捕后，“我们分散后，各人找旅馆住宿，不敢回博文女校，因为据我们的推测，侦探发现我们的会议，是由博文女校跟踪而得的。”“我们原定会议期间是七天，被侦探发现后，决定缩短为五天，但是在上海我们再没有适宜开会的地方，于是决定乘火车到杭州西湖继续开会，到了上火车之前又想到西湖游人太多，遂中途变计，到离上海约三百里之嘉兴城下车，嘉兴有一个南湖，也时常有人雇船游览。我们借游湖为名，雇了一只大船，并预备酒食，在船上开会。”“这是会议的最后一天，李汉俊与陈公博两人未出席，因为他们自昨夜事件发生后，即被侦探监视，不便行动，所以他们没有来嘉兴。”“这一天早晨天色阴暗，但到了八时以后，即有不少游船往来湖上，对于我们的会议进行，殊感不便，到九时半以后，天忽降大雨，游人均系舟登岸，大为败兴，然而对于我们倒很便利了。我们很放心地进行了一天的讨论，直到夜晚十一时闭会。”“当时正式成立了共产主义小组的除留日学生与留法勤工学生外，只有北京、上海、武汉、广州、长沙、济南几个地方。其他如南京、成都、杭州等地则仅有个别通信关系的同志。但总计全国可以符合当时条件的党员，不过七十余人。因此，决定暂时不组织正式中央机关，只成立临时中央局，与各小组发生联系。”“确定党员为中国共产党，并选举张国焘、陈独秀、李达为临时中央局委员，周佛海、李汉俊、刘仁静为候补委员。”
1937年尼姆·韦尔斯女士访问陕甘宁边区时，向董必武问起了中共“一大”文献的下落。在尼姆·韦尔斯所著的《中国共产党人》第一卷《红尘》中，记述了董必武的回忆：“原来陈独秀要参加会议并确定为这次会议的主席。但是，那时他必须在广东，于是张国焘代替他。关于这次会议的所有记载都丢失了。我们决定制定一个反对帝国主义、反对军阀的宣言。但是，党的这个最早的文件，我们一份也没有了。……”
1950年，中国专家发现了一篇苏联人葛萨廖夫写的《中国共产党的成立》的中文文言译本，详细记述了中国共产党成立的经过，提到了中共“一大”讨论第一个纲领的情况，谈及关于纲领的激烈的争论，但没有收入第一个纲领的原文。葛萨廖夫写此文时在中国，跟共产国际来华代表有工作接触。这篇历史文献，出自一部蓝色封皮、线装的《苏联阴谋文证集汇编》的文言文写的书籍，没有标明何时由何出版社出版。经查证，此书来历是：1927年4月6日清晨，奉系军阀张作霖下令突然包围、突袭、搜查苏联驻北京大使馆以及附近的远东银行、中东铁路办事处、庚子赔款委员会苏联代表处，抓走了在苏联大使馆西院的中共领袖李大钊，从大使馆搜去所有文件，内中便有葛萨廖夫用俄文写的《中国共产党的成立》一文。张作霖下令把搜到的文件译成中文文言文，编成此书。葛萨廖夫的《中国共产党的成立》，
1956年中共“八大”之后，中共中央办公厅主任杨尚昆出访莫斯科，与苏共交涉，要求把共产国际有关中共的档案交还中共。1957年苏共向中国移交了俄文版的《共产国际中国代表团档案》，其中有两份文件，翻译成中文分别是《中国共产党第一个决议》、《中国共产党第一个纲领》。其中《纲领》中写明了党的名称、奋斗目标、入党条件、组织原则等。但这两份文件无作者、无年月日、无收发文方、仅仅就是稿件而已。中共中央马恩列斯著作编译局刊载于内部保密刊物《党史资料汇报》第六号、第十号上。为了鉴定从苏联运回的这些文件是否可靠，还原译成的中文表述是否准确，中央档案馆筹备处办公室在1959年8月5日，派陈铭康和李玲把文件送中共一大代表董必武请求鉴定。1959年9月5日，董必武写下了亲笔复函：

“我看了你们送来的《党史资料汇报》第六号、第十号所载‘中国共产党第一次代表大会’、‘中国共产党第一个决议’及‘中国共产党第一个纲领’，这三个文件虽然是由俄文翻译出来的，但未发现中文文字记载以前，我认为是比较可靠的材料，又‘中国共产党第一次代表大会’一文没有载明时间，其他两个文件上载明的时间是一九二一年，也就是‘一大’开会的那一年，可说是关于我党‘一大’文字记载最早的一份材料。……”“我认为是比较可靠的材料……作为唯一可靠的材料是有问题的……好像是有那么一回事”的评语。

1960年，哥伦比亚大学东亚研究室主任韦慕庭听说哥大在整理图书馆档案时发现一篇1924年的硕士论文，名字叫《The communist movement in China》，作者是Ch'en Kung-Po，即陳公博。碩士論文《中國的共產主義運動》两份英文附件分别是《中国共产党的第一个纲领》和《中国共产党关于党的目标的第一个决议案》。1921年中共一大会议被法租界巡捕打断后，陈公博没参与南湖上的最后一天会议，但是最后定稿的《纲领》和《决议》被陈公博带了一份递交给未能参会的陈独秀了。陈独秀决定先不发表，于是这份文件就这样留在陈公博手里了。1923年赴美留学，在美国写硕士论文刚好用上。此文的重要性还不在于论文本身，而在于它的附录。附录全文收入六篇文献： 
- 附录一中国共产党的第一个纲领(一九二一年)；
- 附录二中国共产党关于党的目标的第一个决议案(一九二一年)；
- 附录三中国共产党宣言(一九二二年七月第二次代表大会通过)；
- 附录四中国共产党第二次全国代表大会决议案(一九二二年)；
- 附录五中国共产党章程(一九二二年)；
- 附录六中国共产党第三次代表大会宣言(一九二三年)。

在这六篇附录中，附录一、二、四、五是散失多年，连中国共产党也没有找到的重要历史文献
1972年，中国革命历史博物馆党史陈列部的李俊臣，结束了“五七”干校下放劳动，回到单位，到北京图书馆翻阅文献，在日本出版的《东洋文化》杂志上读到藤田正典教授的论文《关于中国共产党一全大会、二全大会、三全大会文件的研究》，该文一条注释中写着1960年美国哥伦比亚大学出版了陈公博的《共产主义运动在中国》一书。北京图书馆里当时就收藏了这本英文版《共产主义运动在中国》。李俊臣把该书的韦慕庭写的绪言及陈公博的论文，译成中文。跟俄文版还原译成的中文稿一对照，两种版本的中共“一大”文件只有翻译上的字句稍有不同，意思完全一致。这清楚表明，英文稿、俄文稿在当时是根据同一中文原稿翻译的。《中国共产党的第一个纲领》英文稿缺了第十一条，而俄文稿同样缺了第十一条。这更表明两种外文稿同源于一种中文稿。中文原稿中为什么会缺了第十一条，则成了历史之谜：或许是起草者把第十一条误编为第十二条，只是漏了一个号码，原件内容无遗漏；或许是手稿中漏写第十一条；也可能是第十一条引起很大的争议，付诸大会表决时被删去。兩個版本由中共中央馬恩列斯著作編譯局譯成中文。
第一次全國代表大會宣布建立中國共產黨以及其宗旨和原則等決議，並且制定有關工作機構和工作計畫的臨時性綱領。在綱領中規定中國共產黨是無產階級政黨，其目標是推翻資產階級而廢除資本所有制，建立無產階級專政以實現社會主義和共產主義。中國共產黨的基本任務還有從事各類工人運動，加強對工會和工人運動的研究與領導。在第一次全國代表大會上還選舉陳獨秀、張國燾、李達三人組成的中國共產黨中央局為領導機構，称为“三人团”。陈独秀担任书记，张国焘担任组织主任，李达担任宣传主任，主编《共产党》月刊。

## 会议影响

### 政治影响
会议召开前，与会人员并未意识到会议的意义和政治影响。随着中国共产党在中国大陆的成功执政，中国共产党和中华人民共和国官方普遍的观点认为，“一大”的召开宣告了中国共产党的正式成立。每年的7月1日，是中国共产党诞生纪念日。

### 流行文化
与中共一大相关的电影有《开天辟地》（1991）和《建党伟业》（2011）等，电视剧则有《开天辟地》（2011）和《中国1921》（2011）等。

### 官方描述
一大召开标志着中国共产党的正式成立，犹如一轮红日在东方冉冉升起，照亮了中国革命的前程。这是近代中国社会进步和革命发展的客观要求，是开天辟地的大事变。毛泽东说：“中国产生了共产党，这是开天辟地的大事件”。自从有了中国共产党，中国革命的面目就焕然一新了。

## 后续

### 会址现况
现中共一大會址位於上海市黃陂南路347號，新天地附近。会议结束后，1949年上海时，因城市变迁，已无法确定详细地址。1950年，中共上海市委组织人员确认一大会地。最终，通过周佛海妻子杨淑慧辨识，确定兴业路76号为一大会址。1952年9月，會址復修，成立紀念館對外開放，1961年被國務院列為第一批全国重点文物保护单位。
据原住于该址对面的蒋涵箴先生文章回忆，1952年之前，该址并不是石库门的中式洋房，中共一大只是在临街某店铺的二楼的一个房间召开。1952年将所有店铺迁走，改建为石库门的中式洋房，才有了兴业路76号的一大会址。

### 代表结局
| 姓名       | 死亡时间（年龄） | 死亡地点                 | 曾支持托派 | 被中共开除党籍 | 曾脱离共产党    | 曾担任党和国家领导人 | 曾支持汪精卫 | 作为共产党员死于敌手 | 被共产党处死     | 作为漢奸被处死 | 死因             |
| ---------- | ---------------- | ------------------------ | ---------- | -------------- | --------------- | -------------------- | ------------ | -------------------- | ---------------- | -------------- | ---------------- |
| 马林       | 1942（58）       | 纳粹德国占荷兰阿默斯福特 | 是         |                |                 |                      |              | 被纳粹德国处死       |                  |                | 枪决             |
| 尼克尔斯基 | 1938（49）       | 苏联哈巴罗夫斯克         |            |                |                 |                      |              |                      | 被联共（布）处死 |                | 枪决             |
| 李达       | 1966（75）       | 湖北武汉                 |            |                | 是（1923-1949） |                      |              |                      |                  |                | 批斗致死         |
| 李汉俊     | 1927（37）       | 湖北汉口                 |            | 是（1924）     | 是（1922）      |                      |              | 脱党后被處死         |                  |                | 被桂系军阀處決   |
| 张国焘     | 1979（82）       | 加拿大多伦多             |            | 是（1938）     | 是（1938）      |                      |              |                      |                  |                | 病逝             |
| 刘仁静     | 1987（85）       | 北京                     | 是         | 是（1929）     |                 |                      |              |                      |                  |                | 交通事故         |
| 毛泽东     | 1976（82）       | 北京                     |            |                |                 | 是                   |              |                      |                  |                | 病逝             |
| 何叔衡     | 1935（58）       | 福建长汀                 |            |                |                 |                      |              | 是                   |                  |                | 突围时跳崖       |
| 董必武     | 1975（89）       | 北京                     |            |                |                 | 是                   |              |                      |                  |                | 病逝             |
| 陈潭秋     | 1943（47）       | 新疆迪化（今乌鲁木齐）   |            |                |                 |                      |              | 是                   |                  |                | 被盛世才秘密處死 |
| 王尽美     | 1925（27）       | 山东青岛                 |            |                |                 |                      |              |                      |                  |                | 病逝             |
| 邓恩铭     | 1931（30）       | 山东济南                 |            |                |                 |                      |              | 是                   |                  |                | 枪决             |
| 陈公博     | 1946（53）       | 江苏苏州                 |            |                | 是（1922）      |                      | 是           |                      |                  | 是             | 枪决             |
| 周佛海     | 1948（50）       | 南京                     |            |                | 是（1924）      |                      | 是           |                      |                  |                | 病死狱中         |
| 包惠僧     | 1979（85）       | 北京                     |            |                | 是（1927）      |                      |              |                      |                  |                | 病逝             |

## 备注
1. ↑  除8月3日外，8月2日[1]为嘉兴闭幕会议时间亦是被普遍接受的说法。
2. ↑  文革时批斗李达的罪状之一是对毛泽东的正式代表身份问题质疑，李指出毛只是工作人員，作為何叔衡的隨員出席並非正式的代表。参见《李达反党反社会主义反毛泽东思想的言行》、《揭发武大的“三家村”黑帮反党反社会主义反毛泽东思想的罪行》，《武汉晚报》1966年6月30日。
3. ↑  1921年7月，中国共产党正式建立时全国党员人数并无统一说法。目前有三个种常见说法，一是53人；二是57人；三是50多人，即前两者中约数的表述。53人说法来源于共产国际中共代表团档案俄文稿《中国共产党第一次代表大会》。57人说法来源于中共六大时编制的统计表的统计数据[8]。亦有其它说法，陈潭秋指不过70余人，毛泽东亦指不超过70人，张国焘指59人，包惠僧指三四十人[9]。
4. ↑  苗体君、窦春芳文章[10]提及，1921年6月5日的北京《晨报》报道：李大钊被打得“昏迷倒地，不省人事”。
5. ↑  陈水林文章[12]中，王会悟回忆她与董必武、何叔衡、陈谭秋、某位记不清名字的代表，共计五人同一车次同一车厢抵达嘉兴。抵达后，她又陪同毛泽东、董必武、何叔衡、陈谭秋等人游览烟雨楼。陈水林亦认为她的回忆可能不够准确。
6. ↑  陈水林文章[12]原文：五、新宁轮航班考证……陈公博在《十日旅行中的春申浦》中记载：“回上海的第二日我们便附新宁轮归粤”后来，他又在在《我与共产党》中补充了一个重要情况“归来上海之后，佛海来找我，才知道最后大会已经在嘉兴的南湖船上开过，会议算至结束。大会宣言发出与否，授权仲甫决定，因为仲甫已被举为中共书记，当日所谓书记，就是党魁。我和各人草草谈了两三次，遂乘船回广东了。”
7. ↑  陈水林文章[12]原文：六、一大代表及王会悟至嘉兴后的行踪考证……1983年，王会悟在接受曹仲彬等人访问时提出了8月2日召开南湖会议的说法，并改变了分两批到嘉兴的回忆，改成同一批同一趟车。